# فولفغانغ بوتنر
فولفغانغ بوتنر (بالألمانية: Wolfgang Büttner)‏ء (1 يونيو 1912 - 18 نوفمبر 1990)، هو ممثل صوت، وممثل أفلام ومسرحي ألماني. ظهر في أكثر من مائة فيلم من عام 1950 إلى عام 1998.

## وصلات خارجية
- فولفغانغ بوتنر على موقع IMDb (الإنجليزية)
- فولفغانغ بوتنر على موقع مونزينجر (الألمانية)
- فولفغانغ بوتنر على موقع ألو سيني (الفرنسية)
- فولفغانغ بوتنر على موقع ميوزك برينز (الإنجليزية)
- فولفغانغ بوتنر على موقع أول موفي (الإنجليزية)
- فولفغانغ بوتنر على موقع قاعدة بيانات الأفلام السويدية (السويدية)
- فولفغانغ بوتنر على موقع ديسكوغز (الإنجليزية)
- فولفغانغ بوتنر على موقع قاعدة بيانات الفيلم (الإنجليزية)
- فولفغانغ بوتنر على موقع كينوبويسك (الروسية)